# جي أكس دي P861 (موبايل)
جي أكس دي P861 (بالإنجليزية: JXD P861)‏ هو هاتف ذكي يعمل بنظام أندرويد، تم طرحه في الأسواق في 2013.

## الخصائص
- نظام التشغيل: أندرويد
- الكاميرا الأمامية: 0.3 ميجابكسل
- الكاميرا الخلفية: 0.3 ميجابكسل
- الشاشة: شاشة لمس 800×480
- المعالج: 1.3 جيجا هرتز
- الذاكرة: 4 جيجابايت

## وصلات خارجية
- الموقع%20الإلكتروني